# Mackinnon Road Airport
Mackinnon Road Airport är en flygplats i Kenya.   Den ligger i länet Kwale, i den södra delen av landet, 400 km sydost om huvudstaden Nairobi. Mackinnon Road Airport ligger 363 meter över havet.
Terrängen runt Mackinnon Road Airport är platt. Runt Mackinnon Road Airport är det ganska glesbefolkat, med 24 invånare per kvadratkilometer. Trakten runt Mackinnon Road Airport består i huvudsak av gräsmarker.